# Sword Art Online
Sword Art Online (ソードアート・オンライン Sōdo Āto Onrain), viết tắt SAO, là một bộ light novel Nhật Bản được viết bởi Kawahara Reki và minh họa bởi abec. Bộ truyện lấy bối cảnh tương lai gần về sự xuất hiện của thế giới VRMMO. Bộ light novel được xuất bản dưới nhãn hiệu ASCII Media Works Dengeki Bunko từ ngày 10 tháng 4 năm 2009. Một bộ anime sản xuất bởi A-1 Pictures được công chiếu tại Nhật Bản từ tháng bảy đến tháng 12 năm 2012. Năm 2013, tập phim đặc biệt Sword Art Online: Extra Edition được ra mắt. Một bộ anime mùa thứ hai có tên Sword Art Online II đã được phát hành vào tháng 7 năm 2014. . Vào năm 2017, phim điện ảnh Sword Art Online: Ranh giới hư ảo được công chiếu trên toàn thế giới. Một bộ phim hoạt hình điện ảnh chuyển thể từ Sword Art Online: Progressive có tựa đề Sword Art Online: Progressive - Khúc độc tấu trong đêm vắng sao được công chiếu vào ngày 30 tháng 10 năm 2021 tại Nhật Bản. Phần phim thứ hai mang tên Sword Art Online Progressive: Scherzo trong đêm ra mắt vào ngày 22 tháng 10 năm 2022 tại Nhật Bản.

## Nội dung
Vào năm 2022, trò chơi Virtual Reality Massively Multiplayer Online Role-Playing Game (Game nhập vai thực tại ảo trực tuyến nhiều người chơi - VRMMORPG) đầu tiên, Sword Art Online (SAO), được ra mắt. Nhờ Nerve Gear, một chiếc mũ thực tại ảo có thể tác động vào năm giác quan của người sử dụng thông qua não bộ của họ, người chơi có thể trải nghiệm và điều khiển nhân vật ảo trong game của họ bằng ý nghĩ.
Vào ngày 6 tháng 11 năm 2022, người chơi đăng nhập lần đầu tiên và phát hiện ra họ không thể đăng xuất. Sau đó họ được Kayaba Akihiko, người tạo ra SAO, cho họ biết rằng nếu muốn được tự do thì họ phải đến được tầng 100 của tòa tháp game (Aincrad) và đánh bại trùm cuối. Thế nhưng nếu nhân vật của họ chết trong game, họ cũng sẽ chết ngoài đời thực. Câu chuyện kể về Kirito, một người chơi trình độ cao quyết tâm phá đảo game. Khi trò chơi đã bắt đầu được hai năm, Kirito kết bạn với một người chơi nữ tên là Asuna và cậu đã yêu cô say đắm. Sau khi Kirito phát hiện ra nhân dạng của Kayaba trong SAO, cậu đối đầu và đánh bại hắn trong một trận đấu tay đôi, giải thoát chính mình và các người chơi khác khỏi trò chơi.
Lúc trở về thế giới thực, Kirito biết được rằng Asuna và một nhóm nhỏ người chơi SAO vẫn chưa tỉnh lại. Lần theo manh mối về địa điểm Asuna đang ở trong một VRMMORPG khác tên gọi là Alfheim Online (ALO), Kirito cũng đăng nhập vào đó. Được em gái Suguha giúp đỡ, cậu phát hiện ra rằng những người chơi bị bắt vào ALO là một phần của kế hoạch thử nghiệm bất hợp pháp của Nobuyuki Sugou để điều khiển họ trong đó có cả Asuna, người hắn dự định cưới ở thế giới thực để thâu tóm công ty của gia đình cô. Sau khi Kirito ngăn cản kế hoạch của Nobuyuki, cậu cuối cùng cũng hội ngộ với Asuna ở thế giới thực.
Không lâu sau, Kirito chơi một trò chơi khác tên là Gun Gale Online (GGO) để điều tra một mối liên kết bí ẩn giữa nó và những cái chết tại thế giới thực. Được một người chơi nữ tên là Sinon mà cậu gặp được giúp đỡ, cậu nhận dạng và vạch trần những kẻ phạm tội, bao gồm một số thành viên cũ trong một hội sát nhân mà cậu từng đụng độ trong SAO.
Sau đó, Kirito tham gia phát triển một thế giới VR mới rất tiên tiến có tên là Underworld (UW), có giao diện thật và phức tạp hơn nhiều so với những game mà cậu từng chơi. Ở UW, dòng thời gian trôi nhanh hơn một nghìn lần so với thế giới thực. Thế nhưng, do không may mắc vào bẫy của một trong những kẻ sát nhân từ SAO(một trong những đồng phạm của Death Gun) và được phục hồi các tế bào não từ từ trong UW. Cậu không thể thoát ra ngoài và cơ thể thật của cậu ở trạng thái hôn mê. Cậu bắt đầu hành trình tiến về tòa tháp trung tâm thế giới, tìm cách trở lại thế giới thực cùng với người bạn gặp được tại UW là Eugeo. Sau khi trải qua hành trình dài, cậu và Eugeo đã đến được Học viện kiếm thuật Northlargath ở Bắc Centoria. Họ đã trải qua một năm làm kiếm sinh sơ cấp và trở thành kiếm sinh ưu tú. Sau khi bị áp giải đến Central Cathedral, họ đã vượt qua các hiệp sĩ chỉnh hợp và đánh bại boss cuối của UW, tức Administrator, tên thật là Quinella. Nhưng thay vào đó, Eugeo hi sinh. Kirito nửa tỉnh nửa mê và được Alice chăm sóc. Sau khi giai đoạn thí nghiệm phụ tải cuối bắt đầu (tên tiếng Anh: Final Load Test), Kirito đã thức tỉnh, đánh bại PoH (khi đó đang là chỉ huy của đội quân xâm lược UW đến từ Real World) và thần bóng tối Vector (tức Subtilizer trong GGO và Gabriel Miller trong Real World) để lấy lại bình yên cho UW. Sau khi giai đoạn gia tốc cực hạn bắt đầu, cậu và Asuna đã sống 200 năm trong UW (chi tiết trong 2 tập truyện Moon Cradle vol 19 & 20).
Sau khi thoát khỏi UW, Kirito, Asuna, Alice và toàn thể người chơi VRMMO Nhật đều bị vướng vào một sự kiện mang tên Unital Ring. Tất cả các người chơi đều bắt buộc phải convert tài khoản qua bên đấy và nếu chết là mất tài khoản vĩnh viễn. Hình dạng nhân vật được thiết lập giống với bên ngoài, hệt như ở SAO cũ. Yui (tức con gái của Kirito và Asuna) không còn là tiểu tiên chỉ đường của hệ thống nữa mà cũng được tính là người chơi. Cô bé mong muốn được trở thành liễu kiếm sĩ kiêm healer như mẹ mình để hỗ trợ, khi cần có thể chiến đấu với những người chơi khác.

## Bối cảnh
Tuy có tên Sword Art Online, bộ truyện không tập trung vào một thế giới duy nhất mà xoay quanh nhiều thế giới ảo khác nhau.
Sword Art Online
Thế giới game ảo đầu tiên và là bối cảnh phần thứ nhất của câu chuyện. Thế giới này có dạng một tòa thành bay khổng lồ tên là Aincrad và có một trăm tầng. Mỗi tầng có bối cảnh tương tự thời trung cổ và một mê cung với một con trùm, để lên tầng tiếp theo, người chơi cần phải khai phá các bậc của mê cung(mỗi mê cung có 20 bậc,mỗi tầng lại có các khu vực khác nhau) để tìm ra phòng boss ở bậc thứ 20 và đánh bại nó. Giống như hầu hết các RPG, trò chơi này sử dụng hệ thống cấp độ.
Alfheim Online
Bối cảnh phần thứ hai của câu chuyện. ALO là một game mới sử dụng dữ liệu máy chủ của SAO. Tất cả các người chơi trong game đều có một đôi cánh và có khả năng bay. Đây là một thế giới rộng lớn được chia thành nhiều lãnh địa dành cho mỗi tộc thần tiên. Ở trung tâm Alfheim là một cái cây khổng lồ gọi là Yggdrasil, Cây Thế giới, và mục tiêu của game là đến được đỉnh của nó. Hệ thống của trò chơi này dựa vào kĩ năng, người chơi tăng điểm chỉ số bằng cách phát triển cả kĩ năng chiến đấu và không chiến đấu. Sau này tòa thành bay Aincrad cũng được thêm vào ALO.
Gun Gale Online
Bối cảnh phần thứ ba của câu chuyện. Một thế giới game ảo viết tắt là GGO tập trung vào súng, mặc dù những vũ khí cận chiến như kiếm ánh sáng và dao găm cũng tồn tại. Đây được xem là trò chơi có tính cạnh tranh cao nhất vì tiền ảo ở đây có thể đổi sang tiền thật, thu hút một lượng lớn người chơi chuyên nghiệp kiếm sống từ game.
Underworld
Bối cảnh phần thứ tư của câu chuyện. Đây là thế giới ảo đầu tiên không phải là game. UW được chia thành hai phần, gồm Nhân Giới - một vùng đất tròn có đường kính khoảng 1500 km và là nơi sinh sống của loài người, và bên ngoài Nhân Giới là Dark Territory - hay vùng đất bóng tối, là nơi sinh sống của quỷ dữ. Nhân Giới có thủ đô là Centoria và được cai trị bởi Giáo hội Chân Lý và bốn đế quốc. Thời gian ở UW trôi nhanh hơn thế giới thực một nghìn lần.

## Truyền thông

### Light novel
Kawahara Reki viết tập đầu vào năm 2002 để tham dự cuộc thi ASCII Media Works Dengeki Game Novel Prize (電撃ゲーム小説大賞 Dengeki Game Shōsetsu Taishō,  hiện tại là Dengeki Novel Prize), nhưng không được xét duyệt vì vượt quá số trang giới hạn. Thay vào đó, ông đăng bộ truyện trên internet dưới bút danh Kunori Fumio. Qua thời gian, ông viết thêm ba tập nữa và một vài câu chuyện ngắn. Vào 2008, ông lại tham gia vào cuộc thi và viết Accel World, lần này ông thắng giải thưởng lớn. Ngoài Accel World, ông còn được ASCII Media Works yêu cầu xuất bản tác phẩm trước, Sword Art Online. Kawahara đồng ý và rút lại phiên bản trên mạng. Bộ truyện được tái bản dưới dạng tiểu thuyết giấy bắt đầu từ ngày 10 tháng 4 năm 2009. Vào tháng Mười 10, 2012, tập đầu tiên của series Sword Art Online: Progressive được ra mắt. Progressive kể về hành trình của Kirito ở tầng một và tầng hai của Aincrad. Tập thứ hai đã xuất bản vào tháng 12 năm 2013.
Ngoài ra còn có một số doujinshi do chính tác giả Kawahara Reki viết dưới bút danh Kunori Fumio, có tên Sword Art Online Material Edition. Tập mới nhất của Material Edition là tập 12 ra mắt vào ngày 5 tháng 5 năm 2014. Tác giả cũng đã hợp tác với Kurusu Tatsuya để viết một số doujinshi khác là Lisbeth Edition, Silica Edition và Pina Edition. Các doujinshi này bổ sung thêm thông tin về các nhân vật trong bộ truyện gốc.

#### Sword Art Online
| #  | Nhan đề | Ngày phát hành | ISBN              |
| -- | --- | -------------- | ----------------- |
| 1  | Sword Art Online 1: Aincrad ソードアート・オンライン1 アインクラッド (Sōdo Āto Onrain wan Ainkureddo)                                                                  | 10/04/2009     | 978-4-04-867760-8 |
| 2  | Sword Art Online 2: Aincrad ソードアート・オンライン2 アインクラッド (Sōdo Āto Onrain tsū Ainkureddo)                                                                  | 10/08/2009     | 978-4-04-867935-0 |
| 3  | Sword Art Online 3: Fairy Dance ソードアート・オンライン3 フェアリィ・ダンス (Sōdo Āto Onrain surī Fearii Dansu)                                                       | 10/12/2009     | 978-4-04-868193-3 |
| 4  | Sword Art Online 4: Fairy Dance ソードアート・オンライン4 フェアリィ・ダンス (Sōdo Āto Onrain fō Fearii Dansu)                                                         | 10/04/2010     | 978-4-04-868452-1 |
| 5  | Sword Art Online 5: Phantom Bullet ソードアート・オンライン5 ファントム・バレット (Sōdo Āto Onrain faibu Fantomu Baretto)                                              | 10/08/2010     | 978-4-04-868763-8 |
| 6  | Sword Art Online 6: Phantom Bullet ソードアート・オンライン6 ファントム・バレット (Sōdo Āto Onrain shikkusu Fantomu Baretto)                                           | 10/12/2010     | 978-4-04-870132-7 |
| 7  | Sword Art Online 7: Mother's Rosario ソードアート・オンライン7 マザーズ・ロザリオ (Sōdo Āto Onrain sebun Mazāzu Rozario)                                               | 10/04/2011     | 978-4-04-870431-1 |
| 8  | Sword Art Online 8: Early and Late ソードアート・オンライン8 アーリー・アンド・レイト (Sōdo Āto Onrain eito Ārī Ando Reito)                                            | 10/08/2011     | 978-4-04-870733-6 |
| 9  | Sword Art Online 9: Alicization Beginning ソードアート・オンライン9 アリシゼーション・ビギニング (Sōdo Āto Onrain nain Arishizēshon Biginingu)                         | 10/12/2012     | 978-4-04-886271-4 |
| 10 | Sword Art Online 10: Alicization Running ソードアート・オンライン10 アリシゼーション・ランニング (Sōdo Āto Onrain ten Arishizēshon Ranningu)                           | 10/07/2012     | 978-4-04-886697-2 |
| 11 | Sword Art Online 11: Alicization Turning ソードアート・オンライン11 アリシゼーション・ターニング (Sōdo Āto Onrain irebun Arishizēshon Tāningu)                         | 10/12/2012     | 978-4-04-891157-3 |
| 12 | Sword Art Online 12: Alicization Rising ソードアート・オンライン12 アリシゼーション・ライジング (Sōdo Āto Onrain tsuerubu Arishizēshon Raijingu)                       | 10/04/2013     | 978-4-04-891529-8 |
| 13 | Sword Art Online 13: Alicization Dividing ソードアート・オンライン13 アリシゼーション・ディバイディング (Sōdo Āto Onrain sātīn Arishizēshon Dibaidingu)                | 10/08/2013     | 978-4-04-891757-5 |
| 14 | Sword Art Online 14: Alicization Uniting ソードアート・オンライン14 アリシゼーション・ユナイティング (Sōdo Āto Onrain fōtīn Arishizēshon Yunaitingu)                   | 10/04/2014     | 978-4-04-866505-6 |
| 15 | Sword Art Online 15: Alicization Invading ソードアート・オンライン15 アリシゼーション・インベーディング (Sōdo Āto Onrain fifutīn Arishizēshon Inbēdingu)               | 09/08/2014     | 978-4-04-866775-3 |
| 16 | Sword Art Online 16: Alicization Exploding ソードアート・オンライン16 アリシゼーション・エクスプローディング (Sōdo Āto Onrain shikkusutīn Arishizēshon Ekusupurōdingu) | 08/08/2015     | 978-4-04-865307-7 |
| 17 | Sword Art Online 17: Alicization Awakening ソードアート・オンライン17 アリシゼーション・アウェイクニング (Sōdo Āto Onrain sebuntīn Arishizēshon Aweikuningu)           | 10/04/2016     | 978-4-04-865883-6 |
| 18 | Sword Art Online 18: Alicization Lasting ソードアート・オンライン18 アリシゼーション・ラスティング (Sōdo Āto Onrain eitīn Arishizēshon Rasutingu)                      | 10/08/2016     | 978-4-04-892250-0 |
| 19 | Sword Art Online 19: Moon Cradle ソードアート・オンライン19 ムーン・クレイドル (Sōdo Āto Onrain naitīn Mūn Kureidoru)                                                  | 10/02/2017     | 978-4-04-892668-3 |
| 20 | Sword Art Online 20: Moon Cradle ソードアート・オンライン20 ムーン・クレイドル (Sōdo Āto Onrain tsuentī Mūn Kureidoru)                                                 | 08/09/2017     | 978-4-04-893283-7 |
| 21 | Sword Art Online 21: Unital Ring I ソードアート・オンライン21 ユナイタル・リングI (Sōdo Āto Onrain tsuentī-wan Yunaitaru Ringu wan)                                    | 07/12/2018     | 978-4-04-912211-4 |
| 22 | Sword Art Online 22: Kiss and Fly ソードアート・オンライン22 キス・アンド・フライ (Sōdo Āto Onrain tsuentī-tsū Kisu Ando Furai)                                        | 10/10/2019     | 978-4-04-912675-4 |
| 23 | Sword Art Online 23: Unital Ring II ソードアート・オンライン23 ユナイタル・リングII (Sōdo Āto Onrain tsuentī-surī Yunaitaru Ringu tsū)                                 | 10/12/2019     | 978-4-04-912891-8 |
| 24 | Sword Art Online 24: Unital Ring III ソードアート・オンライン24 ユナイタル・リングIII (Sōdo Āto Onrain tsuentī-fō Yunaitaru Ringu surī)                                | 09/05/2020     | 978-4-04-913155-0 |
| 25 | Sword Art Online 25: Unital Ring IV ソードアート・オンライン25 ユナイタル・リングIV (Sōdo Āto Onrain tsuentī-faibu Yunaitaru Ringu fō)                                 | 10/12/2020     | 978-4-04-913531-2 |
| 26 | Sword Art Online 26: Unital Ring V ソードアート・オンライン26 ユナイタル・リングV (Sōdo Āto Onrain tsuentī-shikkusu Yunaitaru Ringu faibu)                             | 08/10/2021     | 978-4-04-914035-4 |
| 27 | Sword Art Online 27: Unital Ring VI ソードアート・オンライン27 ユナイタル・リングVI (Sōdo Āto Onrain tsuentī-sebun Yunaitaru Ringu shikkusu)                           | 07/10/2022     | 978-4-04-914622-6 |
| 28 | Sword Art Online 28: Unital Ring VII ソードアート・オンライン28 ユナイタル・リングVII (Sōdo Āto Onrain tsuentī-ēto Yunaitaru Ringu sebun)                              | 07/06/2024     | 978-4-04-915556-3 |

#### Sword Art OnlineProgressive
| # | Nhan đề                         | Ngày phát hành       | ISBN              |
| - | ------------------------------- | -------------------- | ----------------- |
| 1 | Sword Art Online: Progressive 1 | 10 Tháng Mười, 2012  | 978-4-04-886977-5 |
| 2 | Sword Art Online: Progressive 2 | 10 Tháng Hai, 2013   | 978-4-04-866163-8 |
| 3 | Sword Art Online: Progressive 3 | 10 tháng 12 năm 2014 | 978-4-04-869096-6 |
| 4 | Sword Art Online: Progressive 4 | 10 tháng 12 năm 2015 | 978-4-04-865566-8 |
| 5 | Sword Art Online: Progressive 5 | 10 tháng 2 năm 2018  | 978-4-04-893613-2 |
| 6 | Sword Art Online: Progressive 6 | 10 tháng 5 năm 2018  | 978-4-04-893797-9 |
| 7 | Sword Art Online: Progressive 7 | 10 tháng 3 năm 2021  | 978-4-04-913677-7 |
| 8 | Sword Art Online: Progressive 8 | 10 tháng 6 năm 2021  | 978-4-04-913830-6 |
| 9 | Sword Art Online: Progressive 9 | 7 tháng 3 năm 2025   | 978-4-04-916182-3 |

#### Sword Art Online Alternative "Gun Gale Online"
Được viết bởi Sigusawa Keiichi và minh họa bởi Kuroboshi Kouhaku (tác giả và minh hoạ của Kino du ký). Đây là phần phụ cho Sword Art Online của Kawahara Reki.
| #  | Nhan đề                                                                                         | Ngày phát hành       | ISBN              |
| -- | ----------------------------------------------------------------------------------------------- | -------------------- | ----------------- |
| 1  | Sword Art Online Alternative "Gun Gale Online" I: Squad Jam                                     | 10 tháng 12 năm 2014 | 978-4-04-869094-2 |
| 2  | Sword Art Online Alternative "Gun Gale Online" II: Second Squad Jam <Thượng>                    | 10 tháng 3 năm 2015  | 978-4-04-869095-9 |
| 3  | Sword Art Online Alternative "Gun Gale Online" III: Second Squad Jam <Hạ>                       | 10 tháng 6 năm 2015  | 978-4-04-865190-5 |
| 4  | Sword Art Online Alternative "Gun Gale Online" IV: Third Squad Jam - Betrayers' Choice <Thượng> | 10 tháng 3 năm 2016  | 978-4-04-865818-8 |
| 5  | Sword Art Online Alternative "Gun Gale Online" V: Third Squad Jam - Betrayers' Choice <Hạ>-     | 9 tháng 7 năm 2016   | 978-4-04-892110-7 |
| 6  | Sword Art Online Alternative "Gun Gale Online" VI: One Summer Day                               | 10 tháng 3 năm 2017  | 978-4-04-892745-1 |
| 7  | Sword Art Online Alternative "Gun Gale Online" VII: Fourth Squad Jam <Thượng>                   | 9 tháng 6 năm 2018   | 978-4-04-893789-4 |
| 8  | Sword Art Online Alternative "Gun Gale Online" VIII: Fourth Squad Jam <Trung>                   | 10 tháng 8 năm 2018  | 978-4-04-893878-5 |
| 9  | Sword Art Online Alternative "Gun Gale Online" IX: Fourth Squad Jam <Hạ>                        | 7 tháng 12 năm 2018  | 978-4-04-912093-6 |
| 10 | Sword Art Online Alternative "Gun Gale Online" X: Five Audiels                                  | 10 tháng 4 năm 2020  | 978-4-04-913132-1 |
| 11 | Sword Art Online Alternative "Gun Gale Online" XI: Fifth Squad Jam <Thượng>                     | 10 tháng 11 năm 2021 | 978-4-04-913940-2 |
| 12 | Sword Art Online Alternative "Gun Gale Online" XII: Fifth Squad Jam <Trung>                     | 10 tháng 2 năm 2022  | 978-4-04-914142-9 |
| 13 | Sword Art Online Alternative "Gun Gale Online" XIII: Fifth Squad Jam <Hạ>                       | 10 tháng 3 năm 2023  | 978-4-04-914143-6 |
| 14 | Sword Art Online Alternative "Gun Gale Online" XIV: Invitation from BB                          | 10 tháng 10 năm 2024 | 978-4-04-915907-3 |

### Manga
Có bộ truyện có tám chuyển thể manga, tất cả đều do ASCII Media Works xuất bản. Sword Art Online: Aincrad, được minh họa bởi Nakamura Tamako xuất bản từ tháng 12 năm 2010 tới tháng 5 năm 2012 và có hai tập manga. Một bộ manga hài four-panel (bốn khung) tên là Sword Art Online 4-koma được minh họa bởi Juusei Minami, vẫn đang phát hành từ tháng 12 năm 2010 với một tập manga đã xuất bản cho đến giờ. Bộ manga thứ ba tên Sword Art Online: Fairy Dance được minh họa bởi Hazuki Tsubasa, được phát hành từ tháng 5 năm 2012 sau khi bộ Sword Art Online: Aincrad kết thúc. Một manga spin-off với nhân vật chính là Lisbeth, Silica và Lyfa có tên Sword Art Online Girls Ops và được minh họa bởi Nekobyō Neko, bắt đầu phát hành từ ngày 10 tháng sáu, 2013. Một chuyển thể manga của Sword Art Online: Progressive được minh họa bởi Kiseki Himura bắt đầu phát hành từ 30 tháng sáu, 2013 trên Dengeki G's Magazine. Bộ manga thứ sáu, Sword Art Online: Phantom Bullet bởi Yamada Kotarou xuất bản chương đầu tiên trên tạp chí Dengeki Bunko Magazine và các chương tiếp theo được xuất bản trên trang web Comic Walker của Kadokawa. Bộ manga thứ bảy, Sword Art Online: Mother's Rosario cũng được minh họa bởi Hazuki Tsubasa dựa trên tập bảy của light novel và xuất bản trên Dengeki Bunko Magazine. Bộ manga thứ tám, Sword Art Online: Caliber được minh họa Shii Kiya, xuất bản từ số Tháng Mười Hai của tạp chí Dengeki G's Comic.

### Anime
Một chuyển thể anime của Sword Art Online được giới thiệu vào Lễ hội mùa thu Dengeki Bunko 2011, cùng với bộ light novel kia của Kawahara Reki là Accel World. Anime được phát hành bởi Aniplex, sản xuất bởi A-1 Pictures và đạo diễn bởi Ito Tomohiko và âm nhạc bởi Kajiura Yuki. Anime bắt đầu phát sóng trên Tokyo MX, tvk, TVS, TVA, RKB, HBC và MBS vào ngày 7 tháng 7 năm 2012 và trên AT-X, Chiba TV and BS11 vào thời gian sau. Bản OP trong 14 tập đầu là "Crossing Field" bởi LiSA và bản ED là "Yume Sekai" (ユメセカイ "Thế giới giấc mơ") bởi Haruka Tomatsu. Từ tập 15 trở đi, bản OP là "Innocence" bởi Eir Aoi và bản ED là "Overfly" bởi Luna Haruna.
Một tập đặc biệt cuối năm, Sword Art Online Extra Edition, được chiếu vào ngày 31 tháng 12 năm 2013. Tập đặc biệt tóm tắt lại series anime đã chiếu lúc trước và bao gồm một số cảnh mới. Bài hát mở đầu của tập đặc biệt là "Niji no Oto" (虹の音 "Âm thanh của cầu vồng") bởi Eir Aoi. Cuối tập đặc biệt, TV anime được xác nhận sẽ có mùa thứ hai với tên Sword Art Online II. Phần III của TV anime được khởi chiếu vào ngày 6 tháng 10 năm 2018 với tên là Sword Art Online III: Alicization.

### Trò chơi điện tử
Một chuyển thể game, có tên là Sword Art Online: Infinity Moment (ソードアート・オンライン -インフィニティ・モーメント- Sōdo Āto Onrain: Infiniti Mōmento), được phát triển bởi Namco Bandai Games dành cho hệ máy PlayStation Portable. Trò chơi được ra mắt cả bản bình thường và bản giới hạn vào 14 tháng 3 năm 2013.
Kirito, Asuna và Leafa sẽ xuất hiện trong trò chơi sắp ra mắt Dengeki Bunko Fighting Climax, một trò chơi đối kháng của Sega với các nhân vật đến từ những tác phẩm được xuất bản bởi Dengenki Bunko.
Sword Art Online: Hollow Fragment là một trò chơi nền tảng PlayStation Vita phát hành tại Nhật Bản vào ngày 24 tháng 4 năm 2014, đánh giá C trên thang đánh giá CERO. Sword Art Online: Hollow Fragment diễn ra trong cốt truyện thay thế giống như Sword Art Online: Infinity Moment, và nó bao gồm tất cả các nội dung của Sword Art Online từ đó trò chơi trước đó với việc bổ sung các nhiệm vụ chưa được khám phá mới của Aincrad. Nhân vật chính Kirito sẽ thành một người chơi bí ẩn. Người sẽ trở thành một trong những nhân vật chính trong trò chơi. Trò chơi đã bán 145.029 bản trong tuần đầu tiên phát hành tại Nhật Bản, đứng đầu bảng xếp hạng doanh số bán hàng phần mềm Nhật Bản. Các trò chơi cũng đã được phát hành tại Đài Loan bởi Namco Bandai Games Đài Loan với phụ đề tiếng Trung và tiếng Anh. Một số nước chỉ ở Bắc Mỹ, châu Âu và Úc đã được phát hành vào tháng 8 năm 2014.
Một trò chơi video thứ ba được phát triển bởi Artdink và có tên Sword Art Online: Lost Song được phát hành tại Nhật Bản vào ngày 26 tháng 3 năm 2015 trên PlayStation 3 và Vita, với một phiên bản tiếng Anh đã lên kế hoạch cho việc phát hành ở châu Á. Nhà sản xuất trò chơi đã tiết lộ trong tháng 10 năm 2014 rằng trò chơi là một game nhập vai hành động thế giới mở có cốt truyện độc đáo, thiết lập trong Alfheim Online, nơi mà nhân vật có thể bay. Trò chơi đã bán 139.298 bản trên PlayStation Vita ngoài 55.090 bản trên PlayStation 3 trong tuần đầu tiên phát hành tại Nhật Bản, đứng vị trí thứ hai và thứ sáu trong bảng xếp hạng doanh số bán hàng phần mềm Nhật Bản, trong thời gian không dài đã chiếm lấy vị trí đầu bảng. Một trò chơi thứ tư mang tên Sword Art Online: Realization Hollow sẽ được phát hành trong năm 2016 trên PS4 và PS Vita
Một trò chơi trên mạng xã hội gọi là Sword Art Online: End World được phát hành tại Nhật Bản cho điện thoại thông minh vào 28 tháng 2 năm 2013 với hơn 1 triệu người đăng ký. Một trò chơi miễn phí cho Android và iOS mang tên Sword Art Online: Code Register ra mắt vào năm 2014, và đã có hơn 3.000.000 người dùng tải về các trò chơi Một trò chơi có tên Sword Art Online: Progress Link được thiết kế cho các nền tảng trình duyệt trên điện thoại thông minh được phát hành vào ngày 10 tháng 2 năm 2015.
Một trò chơi mang tên SAO: Memory Defrag có cốt truyện tái hiện series phim hoạt hình gốc Sword Art Online kể về trò chơi thực tế ảo cùng tên. Trong tựa game này, người chơi sẽ đồng hành cùng nhiều nhân vật quen thuộc trong series manga và anime như Kirito, Asuna, Leafa và hàng loạt nhân vật phụ thú vị nữa. Ngoài ra, game còn cho phép người chơi quay số để thu thập các nhân vật trong game. Các anh hùng được phân chia độ quý hiếm theo cấp độ sao, nên người chơi có thể sẽ phải quay rất nhiều lần và phải thật may mắn mới có được nhân vật mình muốn.
Đến cuối năm 2017, Bandai Namco Entertainment lại cho ra đời tựa game Sword Art Online: Integral Factor và phù hợp cho các nền tảng IOS, Android. Tương tự như series anime, người dùng đóng vai nhân vật chính của câu chuyện trong cùng một môi trường với các nhân vật trong anime, họ cũng tham gia vào cuộc hành trình của người dùng. Người chơi phải hoàn thành tất cả 100 tầng của Aincrad và thăng cấp Level của họ để tăng sức mạnh và khả năng của họ. Người dùng có thể lập nhóm với những người chơi khác từ khắp nơi trên thế giới để thực hiện các cuộc đột kích trùm và đánh bại các Boss thành công để đến tầng tiếp theo của Aincrad.
Mới nhất vào năm 2020, tựa game chuyển thể mới nhất của SAO là Sword Art Online: Alicization Lycoris của Bandai Namco Games hỗ trợ cho PlayStation 4, Xbox One, Microsoft Windows.Các sự kiện của trò chơi diễn ra trong Underworld và chuyển thể lỏng lẻo phần Human Realm của Alicization Arc, đóng vai trò như phần mở đầu cho câu chuyện ban đầu của trò chơi bắt đầu sau khi đánh bại Quinella- thực thể trong Underworld được gọi bằng "Administrator".
Tháng 6 năm 2020, Sword Art Online đã công bố hợp tác với Garena Liên Quân Mobile, theo đó Kirito và Asuna sẽ xuất hiện với tư cách trang phục của lần lượt 2 vị tướng Allain và Butterfly.

## Đón nhận
Richard Eisenbeis thuộc Kotaku khen ngợi Sword Art Online là bộ truyện thông minh nhất trong những năm gần đây, tán dương sự sáng suốt của nó với các khía cạnh tâm lý của thực tế ảo trên tâm thần con người, góc nhìn xã hội của nó trên việc tạo dựng một nền kinh tế và xã hội thực tế trong một bối cảnh MMO, và kĩ năng của nhóm kịch bản trong việc sắp xếp nhiều thể loại khác nhau trong cùng một series. Eisenbeis đặc biệt nhận xét mối tình giữa Kirito và Asuna là "định nghĩa chính xác tình yêu là như thế nào trong một thế giới ảo."
Theo Oricon, Sword Art Online là series light novel bán chạy nhất 2012, với tám tập nằm trong danh sách light novel bán chạy nhất.